# Andrés Ignacio Menéndez
Andrés Ignacio Menéndez, född 1 februari 1879 i Santa Ana, död 7 juni 1962, var president i El Salvador från 29 augusti 1934 till 1 mars 1935 samt 9 maj till 20 oktober 1944. Han störtades av en militärkupp ledd av överste Osmín Aguirre y Salinas och gick i exil i Guatemala. Under sin första mandatperiod företräddes och efterträddes han av Maximiliano Hernández Martínez. Under sin andra period företräddes han av Martínez och efterträddes av Salinas.